# Delia lupinoides
Delia lupinoides är en tvåvingeart som beskrevs av Griffiths 1993. Delia lupinoides ingår i släktet Delia och familjen blomsterflugor. Inga underarter finns listade i Catalogue of Life.